# Kundvärde
Kundvärde är värdet av den nytta en kund kan få ut av en specifik vara eller tjänst. När kundvärdet överstiger marknadsvärdet, är det lönsamt för kunden att köpa produkten. När en tillverkare kan öka kundnyttan av sitt erbjudande utan att öka produktionskostnaderna i samma mån, så finns det utrymme att höja priset och att öka företagets lönsamhet. 
Kundvärdet som produkten kan ge jämförs alltid med alternativa lösningar (next best alternative) och därför måste nyttan minus kostnaden överstiga värdet minus kostnaden för alternativa lösningar. En alternativ lösning är inte nödvändigtvis en konkurrents lösning, utan det kan även vara att kunden gör en egen lösning, hittar ett sätt att jobba runt problemet eller helt enkelt inte gör något åt problemet alls.  
Kunskapen att veta vad som verkligen ger kundvärde, som inte alltid är självklart, är mycket viktigt för företagets möjlighet att öka lönsamheten och stå emot konkurrenter. Ofta används begreppet kundorientering för att sammanfatta ett företags strävan att alla involverade i en produkt förstår denna nytta.